# 我妻同學是我的老婆
《我妻同學是我的老婆》（日语：我妻さんは俺のヨメ）是原作、西木田景志作畫的日本漫畫作品。於《Magazine SPECIAL》（講談社）2010年No.10開始連載，第11話時移籍連載至《週刊少年Magazine》，2012年42號連載中。
是一個以（相信自己）有著Time Slip（時間穿越）能力的男子高中生為主角，加上部分科幻要素後的校園戀愛作品形式，並以主角與損友們的友情為另一主軸的少年漫畫。

## 故事簡介
在床高中的男子高中生・青島等，有一天發現擁有看到10年後的能力。在未來的世界上，學校第一的美少女・我妻亞衣成為了自己的老婆。青島和同樣不受歡迎的朋友伊東、小松等人說明這件事，卻完全不被當真。就這樣，知曉未來的青島和我妻同學與損友們的故事開始了。

## 登場人物
下列為『Magazine SPECIAL』連載時的資料。

### 主角及其妻子（預定）・家族
青島等
主角。就讀在床高中二年級，現年17歲。無論是外表、學習、運動都在平均以下的不起眼少年。注意到自己有著在睡眠時或在課堂上打瞌睡等放鬆的時刻，突然時間穿越到10年後未來世界的能力（但只有精神穿越），而知曉了在那個世界中我妻同學會變成自己的老婆。自此之後他經歷了無數次的時間穿越.....至少他本人是這麼認為的，但他的損友們卻都不當一回事。有著敦厚的一面，在從未來得知同班同學或者損友們的不幸未來以後，不斷試著於現在開始加以介入來迴避。是排球社的候補。有著煩惱時會一個人躲起來脫到只剩內褲的怪癖。在DX團（後述）的代號是「天空之城」。
在10年後的未來似乎是個普通的上班族，但詳細不明。高中畢業後，在某家電視節目公司工作。在工作之餘，所寫的電視劇劇本得到獎項。
結婚之後我妻同學仍然以「青島君」來稱呼他，這據說是作者以友人夫婦為樣板的。
我妻亚衣
就讀在床高中二年級，主角同班的少女。不僅是校園第一美少女，還成績優異且身為游泳社的明日之星，可說是才色兼備。無論在男性或女性之間都人氣極高，為名符其實的「校園偶像」。然而她絕不因此而驕傲，反而性格謙遜；且對於想接近自己的異性態度相當保守。但她也不是完全品行端正的優等生，例如瞞著校方在義式餐廳打工。喜歡的電視劇是「はぐれ弁護士・巽志郎」。在10年後的未來也仍然被青島以「我妻同學」稱呼，但目前兩人的關係並非那麼親密。
10年後以青島的愛妻之姿登場。似乎是家庭主婦，且兩人尚無孩子。高中畢業後，成功當上獸醫。
青島光
主角的妹妹，就讀在床小學五年級。典型的「愚兄賢妹」，是個雙馬尾美少女。雖然很替哥哥著想，但也有著以戀愛建議交換零用錢的現實一面。曾經被哥哥（從時間穿越回來時）誤認成我妻同學，而被抱住。在學校是寵物股長。不擅長繪畫。

### 主角好友（DX團）
DX團（DX団（ディーエックスだん）成員
伊東志郎
DX團的又一戰力，有著豐富的宅知識（並且喜愛MJ的舞蹈），因為長相醜陋被人排斥，10年後會因性侵類案件坐牢，在青島的幫助下迴避掉了這一時間線。改變時間線後，10年後的他過著NEET的生活。
小松正男
猥瑣男的代表，成立了單身男子高中生組織DX團，其意是打倒帥哥土橋，此人要多猥瑣有多猥瑣，還總是用一種理所當然的語氣去做見不得人的意淫（沒有膽量實踐。），熟悉各種電視劇裡的標誌poss和台詞，吐槽功力極強。喜歡借人家東西不還。有很多惡習，但是確是男主一行人中不可缺少的領導力。有個恐龍妹妹，所以無法理解妹控的心理。10年後會謝頂，喜歡醜女。
富士川久次
外號富士Q肉體之門以吃為主。
小野靖史
外號矩陣2危險的蘿莉控，對正太同人本也有一定的免疫力。
中本高次
外號電水母

### 同學
下妻希薇雅
在床高中二年級的轉學生。是擁有J罩杯火辣身材的紅髮美少女，為日本─荷蘭混血兒。母語的荷蘭語自然不在話下，英語和日語也都十分流利；但因為喜歡日本的動畫，而使用冷僻的詞彙與網路用語在說話，可以認為她對於日本的認知是有一定程度的偏頗。在轉學的第一天對著問失禮問題的男同學嘲笑是「Cherry boy」，以及對說著無聊話題的男同學著毫不留情的甩巴掌，是典形的「女王」角色。事實上DX團甚至稱呼她為「女王陛下」、「希薇雅大人」。但她卻不知道為何，似乎對青島抱持著好感。因為是一個人來日本，所以其實很寂寞。
土橋勇樹
青島的同班同學，個性爽朗、長相英俊的現充，DX團的主要假想敵。因為太過壓抑自己而曾經在未來變成一個廢材。後來回到原本時空裡的青島帶他到DX團，讓土橋見識到了不隱藏自己的DX團團員們，使他放開了心胸。

### 葉隱
一個熱愛BL的腐女集團。平時辛苦地隱藏腐女的身分，因而對光明正大活動的DX團感到不滿，對DX成員進行過惡作劇。之後雙方因此進行了一場決鬥。
田中良子
F罩杯臉上有麻子長相平平的腐女，有女王屬性，曾經在與DX團的團體戰中與小鬆有過持續幾分鐘的曖昧，後被土橋的到場打亂。
藤村美紀
外號歷史女，熟知戰國basara中的歷史，其餘歷史全部不及格。
伊富蘭
對青島抱有好感，在未來是漫畫家，雖然為葉隱成員但是本人其實不喜愛BL漫畫，在高中第三年時曾為了不讓青島失去排球隊長的職位所以以經理的身分加入排球隊，最後在被青島拒絕後就一直以「隊長」來稱呼青島。

## 單行本
| 卷數 | 講談社         | 講談社                 | 東立出版社     | 東立出版社             |
| 卷數 | 發售日期       | ISBN                   | 發售日期       | ISBN                   |
| ---- | -------------- | ---------------------- | -------------- | ---------------------- |
| 1    | 2012年2月17日  | ISBN 978-4-06-384638-6 | 2013年7月15日  | ISBN 978-986-332-522-2 |
| 2    | 2012年9月14日  | ISBN 978-4-06-384726-0 | 2013年7月15日  | ISBN 978-986-332-523-9 |
| 3    | 2012年11月16日 | ISBN 978-4-06-384774-1 | 2013年10月15日 | ISBN 978-986-332-524-6 |
| 4    | 2013年1月17日  | ISBN 978-4-06-384801-4 | 2013年11月18日 | ISBN 978-986-332-525-3 |
| 5    | 2013年4月17日  | ISBN 978-4-06-384850-2 | 2014年1月10日  | ISBN 978-986-332-526-0 |
| 6    | 2013年7月17日  | ISBN 978-4-06-384895-3 | 2014年2月17日  | ISBN 978-986-337-104-5 |
| 7    | 2013年9月17日  | ISBN 978-4-06-394929-2 | 2014年3月20日  | ISBN 978-986-337-424-4 |
| 8    | 2013年11月15日 | ISBN 978-4-06-394966-7 | 2014年12月9日  | ISBN 978-986-337-770-2 |
| 9    | 2014年1月17日  | ISBN 978-4-06-394996-4 | 2015年2月3日   | ISBN 978-986-348-226-0 |
| 10   | 2014年3月17日  | ISBN 978-4-06-395030-4 | 2015年3月19日  | ISBN 978-986-348-723-4 |
| 11   | 2014年6月17日  | ISBN 978-4-06-395081-6 | 2015年6月29日  | ISBN 978-986-365-218-2 |
| 12   | 2014年8月16日  | ISBN 978-4-06-395161-5 | 2015年10月21日 | ISBN 978-986-365-713-2 |
| 13   | 2014年10月17日 | ISBN 978-4-06-395217-9 | 2015年11月24日 | ISBN 978-986-382-058-1 |

## 外部連結
- Magamega 我妻同學是我的老婆 （页面存档备份，存于）（日語）